# 弗拉多·利夏克
弗拉多·利夏克（1962年4月29日—），克罗地亚男子摔跤运动员。他曾代表南斯拉夫参加1984年夏季奥林匹克运动会摔跤比赛，获得男子68公斤级古典式金牌。